# 彩虹集团 (澳门)
彩虹概念有限公司，簡稱彩虹概念或澳門彩虹集團（英語：Rainbow Concept Limied），在1979年，由行政總裁蕭婉儀（Terry Sio），於澳門（總部）用了5000澳門元（625美元）開了小型商店，名為「彩虹屋」，當時經營日本和歐洲時裝為主。
業務在澳門和中國經營代理國際時尚品牌特許零售商，包括Giorgio Armani, Escada, Versace, Bally, Dsquared2, Belstaff, MCM, A. Testoni, Cesare Paciotti, Rene Caovilla, Roberto Cavalli, Just Cavalli, Jessica, Jimmy Choo及琉璃工房，而零售商店為150間。
而在2011年10月初，該公司則以15.6億港元（2.007億美元）集資上市，但基於市況疲弱，而需要擱置上市待市況再作決定。
截至2018年11月，其國內業務已全面被赫美集團收購，商業版圖只剩下澳門地區。

## 外部連結
- rainbowgroup.com.mo （页面存档备份，存于）